# (11727) Sweet
(11727) Sweet (1998 JM1) – planetoida z pasa głównego asteroid okrążająca Słońce w ciągu 3,68 lat w średniej odległości 2,38 j.a. Odkryta 1 maja 1998 roku.